# Bulgara Esperanto-Junularo
Az Bulgara Esperanto-Junularo (BEJ) (magyar: Bulgáriai Ifjúsági Eszperantó Szövetség) hivatalos képviselője a bulgáriai fiatal eszperantistáknak. 1962-ben alapították, majd 1964-ben az Eszperantó Ifjúsági Világszervezet (TEJO) nemzeti szekciója lett. Az egyesület a Bulgara Esperanto-Asocio  ifjúsági tagozata, és a szófiai központi irodát használják. A szervezet hivatalos orgánuma az évente négyszer megjelenő Bulgara Esperantisto magazin.

## Története
Az 1960-as évektől az 1980-as évekig a BEJ az eszperantó mozgalom többi részéhez képest tömeges tagsági egyesület volt: Több ezer tagja volt, akik nagyszámú helyi csoportban tanultak eszperantót, vagy iskolai eszperantó tanfolyamon, részben pedig a Nemzetközi Eszperantó Kurzuson Pisanicában, Smoljan közelében. A tanfolyamot végzettek viszonylag nagy százaléka nem került be a nemzetközi mozgalomba, mert nehéz volt külföldre utazni. A nemzetközi nyelv azokban az években viszonylag jól ismert volt a kommunista Bulgáriában. A bolgár eszperantó fiatalok 1963-ban és 1993-ban szervezték meg többek között a TEJO Nemzetközi Ifjúsági Kongresszusát, és a TEJO bizottságában lévő viszonylag sok tagja révén, mindig jelentősen hozzájárultak a nemzetközi szervezet orientációjához. Az 1990-es évek politikai szemléletváltás következtében a BEJ taglétszáma is megcsappant, sok nemzetközileg aktív BEJ-tag a kapcsolatait felhasználva, Nyugat-Európába vagy Észak-Amerikába költözött, ezért elhagyta az országot, és a mozgalom egyre jobban hasonlított a többiekhez: Közép- vagy Nyugat-Európa államai – kisebb létszámú, de a mozgalom iránt elkötelezett tagságához.

## Fordítás
- Ez a szócikk részben vagy egészben  a   Bulgara Esperanto-Junularo című eszperantó Wikipédia-szócikk ezen változatának fordításán alapul.  Az eredeti cikk szerkesztőit annak laptörténete sorolja fel. Ez a jelzés csupán a megfogalmazás eredetét és a szerzői jogokat jelzi, nem szolgál a cikkben szereplő információk forrásmegjelöléseként.